# Beatriz Día Quiroga
Beatriz Zulema Día Quiroga (Buenos Aires, 19 de octubre de 1936-15 de octubre de 2016), fue una actriz argentina de radio y televisión.

## Carrera profesional
Se inició muy joven como actriz radial trabajando en varias radionovelas.
Actuó junto a Narciso Ibáñez Menta en la miniserie El fantasma de la ópera (1960) y la brillantez de su trabajo hizo que Ibáñez Menta la incorporara en los elencos de sus siguientes obras, La carreta fantasma (1960), La pata del mono (1961), El muñeco maldito (1962), consagrándose como una joven actriz eminentemente televisiva y recibiendo el Premio Martín Fierro a la revelación femenina de 1960. En 1961 participó junto a Jorge Salcedo en la telenovela Un porvenir en la baldosa roja y en 1964 lo hizo junto a Fernando Siro en La novela Odol de la tarde.
Otras de sus incursiones en televisión fueron en las telenovelas Malevo (1972) y Alguna vez, algún día (1976) y en volvió a actuar con Ibáñez Menta en El Pulpo Negro (1985). En radio intervino en muchas de las emisiones del programa Las dos carátulas.
Beatriz Día Quiroga, que estuvo casada con el escritor y guionista Jorge Bellizzi (1927-2002) hasta el fallecimiento de él, murió en Buenos Aires el 15 de octubre de 2016.

## Valoración
Fue “una actriz dúctil de exquisita voz y de enorme calidad para el drama…Su rostro y su sólido carácter para componer los más disímiles personajes la convirtieron, durante años, en una de las más importantes figuras de la televisión argentina a través de cincuenta miniseries y telenovelas.” Alguna vez dijo la actriz:”Mi sueño fue siempre ponerme en la piel de mis personajes con la intención de no traicionarlos y lograr, así, hacerlos creíbles al público”.

## Filmografía
- Nadie Inquietó Más - Narciso Ibáñez Menta (2009) … Entrevistada
- Tierra del Fuego (1948).

## Televisión
- Son cosas de novela (1996) serie
- Inconquistable corazón (1994) serie .... Carmen Ibáñez (varios episodios).
- Marco, el candidato (1993) miniserie .... Sofía
- Chiquilina mía (1991) serie .... Juana
- Rebelde (1989) serie .... Manuela
- El pulpo negro (1985) miniserie .... Marta
- Libertad condicionada (1985) serie .... Ernestina Rivera
- Tal como somos (1984) serie
- Las 24 horas (1981) serie
- Estación Terminal (1980) serie .... Laura
- Propiedad horizontal (1979) serie .... Mabel
- El amor tiene cara de mujer (1976) serie (varios episodios).
- Esta hora qué vivimos (1976) serie .... Clyde
- Alguna vez, algún día (1976) serie .... Natalia
- Malevo (1972) serie .... Laura
- Alta comedia .... Rosalía (1 episodio, 1971).
  - Muerte civil (1971) episodio .... Rosalía
- Estación Retiro (1971) serie .... Laura (varios episodios).
- Algo caliente bajo la piel (1966) serie
- El amor tiene razón (1965) serie
- Aún nos queda la lluvia. (Teleteatro - canal 13 ). (1964) (Novela Odol de la tarde). Personaje protagónico: Lila
- Yo seré tu mundo (1964) serie .... Alicia
- Un Cristo entre los ateos (1963) serie .... Liliana
- Detrás de la máscara (1963) serie .... Marcia
- El color de tu piel (1963) serie .... Amanda
- Un día llamado destino (1963) serie .... Zulema
- Casi un milagro de amor (1963) serie .... Paulina
- Arena sobre la piel (1963) serie .... Olga
- Cuando el amor dice adiós (1962) serie .... Norma
- El muñeco maldito (1962) miniserie .... Angelina
- La pata del mono (1961) miniserie .... Sra. White
- La carreta fantasma (1960) miniserie
- El fantasma de la ópera (1960) miniserie .... Cristina, la cantante
- Teatro del sábado (1956).